# 경상남도교육감
경상남도교육감은 경상남도교육청을 지휘하는 차관급 정무직 공무원이다.

## 역대 교육감
| 대수   | 이름            | 임기                                | 비고                                   |
| ------ | --------------- | ----------------------------------- | -------------------------------------- |
| 관선   | 교육위원회 체제 | 1962년 11월 3일 ~ 1964년 2월 3일    | 김재유, 김해득, 김경희, 배익우, 김봉준 |
| 초대   | 이윤근(李潤根)  | 1964년 2월 4일 ~ 1968년 2월 3일     |                                        |
| 제2대  | 김주익          | 1968년 2월 4일 ~ 1972년 2월 3일     |                                        |
| 제3대  | 김주익          | 1972년 2월 4일 ~ 1976년 2월 3일     | 재선                                   |
| 제4대  | 전천수          | 1976년 2월 4일 ~ 1980년 2월 10일    |                                        |
| 제5대  | 이수동          | 1980년 2월 11일 ~ 1980년 7월 21일   |                                        |
| 제6대  | 이수동          | 1980년 7월 22일 ~ 1984년 7월 21일   | 재선                                   |
| 제7대  | 이수동          | 1984년 7월 22일 ~ 1987년 12월 27일  | 3선                                    |
| 제8대  | 박정석          | 1987년 12월 28일 ~ 1991년 12월 27일 |                                        |
| 제9대  | 강신화          | 1991년 12월 28일 ~ 1995년 12월 28일 |                                        |
| 제10대 | 강신화          | 1995년 12월 28일 ~ 1998년 4월 10일  | 재선                                   |
| 제11대 | 표동종          | 1998년 4월 10일 ~ 1999년 12월 27일  |                                        |
| 제12대 | 표동종          | 1999년 12월 28일 ~ 2003년 12월 27일 | 재선                                   |
| 제13대 | 고영진          | 2003년 12월 28일 ~ 2007년 12월 27일 |                                        |
| 제14대 | 권정호          | 2007년 12월 28일 ~ 2010년 6월 30일  |                                        |
| 제15대 | 고영진          | 2010년 7월 1일 ~ 2014년 6월 30일    |                                        |
| 제16대 | 박종훈          | 2014년 7월 1일 ~ 2026년 6월 30일    | 3선                                    |

## 같이 보기
- 경상남도교육감 선거